# Concert per a clavecí núm. 2 (Bach)
El Concert per a clavecí num. 2, en mi major (BWV 1053) és una obra de Johann Sebastian Bach, el tercer concert per a clavecí d'un conjunt de sis concerts que aparegueren en un manuscrit autògraf, actualment a la Deutsche Staatsbibliothek de Berlín, i estan datats cap al 1738. Bach, per descomptat, podria haver compost l'obra molt abans, usant les parts d'un concert per a un altre instrument solista, com per exemple un oboè, i crear una versió per a clave adequada per a la interpretació amb aquest instrument de teclat.
| Concert per a clavecí num. 2 1. (sense indicació)     |
|                                                       |
|                                                       |
|                                                       |
| 2. Siciliano                                          |
|                                                       |
|                                                       |
|                                                       |
| 3. Allegro                                            |
|                                                       |
| Advent Chamber Orchestra amb Matthew Ganong (clavecí) |
|                                                       |

## Estructura i anàlisi
L'estructura de tres moviments és la següent:
1. Allegro
2. Siciliano
3. Allegro

La instrumentació és: clavecí solista, violí I/II, viola, i baix continu (violoncel, violó). La durada aproximada és d'uns 19 minuts.
Aquest concert per a clave es creu que està basat en un concert per a un instrument de vent, probablement un oboè o un oboè d'amore, i analitzant l'estil, és possible que dati de l'època de Bach a Leipzig. Hi ha, com en el cas del Concert núm. 1 (BWV 1052), una transcripció posterior en les seves cantates BWV 169 i BWV 49, de les quals es poden fer suggeriments de com deuria ser el concert original.
Bach va canviar el seu mètode d'harmonitzar amb aquesta obra, modificant d'una manera significativa les parts del ripieno del concert original, i limitant molt més les seccions del tutti. Va reduir les parts dels instruments de corda greus, el que permetia que la part greu del clavecí fos més prominent, i les línies melòdiques agudes també van ser modificades per permetre que el clavecí aparegués de manera destacada en la textura de l'obra.